# كمين تونغو تونغو
كمين تونغو تونغو أو كمين النيجر هو كمين مسلح في 4 أكتوبر 2017 نصبه مسلحو تنظيم الدولة الإسلامية في الصحراء الكبرى للجنود النيجيريين والأمريكيين خارج قرية تونغو تونغو ، النيجر أثناء عودتهم إلى القاعدة العسكرية في القرية. وخلال الكمين قُتِل خمسة جنود نيجيريين وأربعة جنود أمريكيين، وأُصيب ثمانية جنود نيجيريين وجنديين أمريكيين بمن فيهم قائد الفريق. في اليوم الذي سبق الكمين حاول جنود نيجيريون وأمريكيون تحديد مكان إبراهيم دوندو شيفو أحد كبار زعماء شعب الفولاني، وقائد تنظيم الدولة الإسلامية في الصحراء الكبرى.
أثار الكمين نقاشا سياسيا حول وجود القوات الأمريكية في أفريقيا ولفت الانتباه إلى الأنشطة العسكرية الأمريكية التي لم يتم الإبلاغ عنها سابقا في المنطقة. كما أثار الكمين تحقيقات في الكونجرس، وتحقيقًا من وزارة الدفاع الأمريكية. وخلص التحقيق الذي أجرته وزارة الدفاع الأمريكية، والذي تم الانتهاء منه في عام 2018، أن فريق القوات الخاصة الأمريكية المكون من 11 عضوًا لم يكن مستعدًا للمهمة، وحدد عيوبًا أخرى في التخطيط.
يعتبر كمين تونغو تونغو ثاني أكبر خسارة لأرواح الجنود الأمريكيين في أفريقيا منذ معركة مقديشو في عام 1993.

## وسائط
- مقطع فيديو صوره أحد الجنود الأمريكين يبين وقوعهم في كمين تونغو تونغو، ومقتل وإصابة بعضهم.

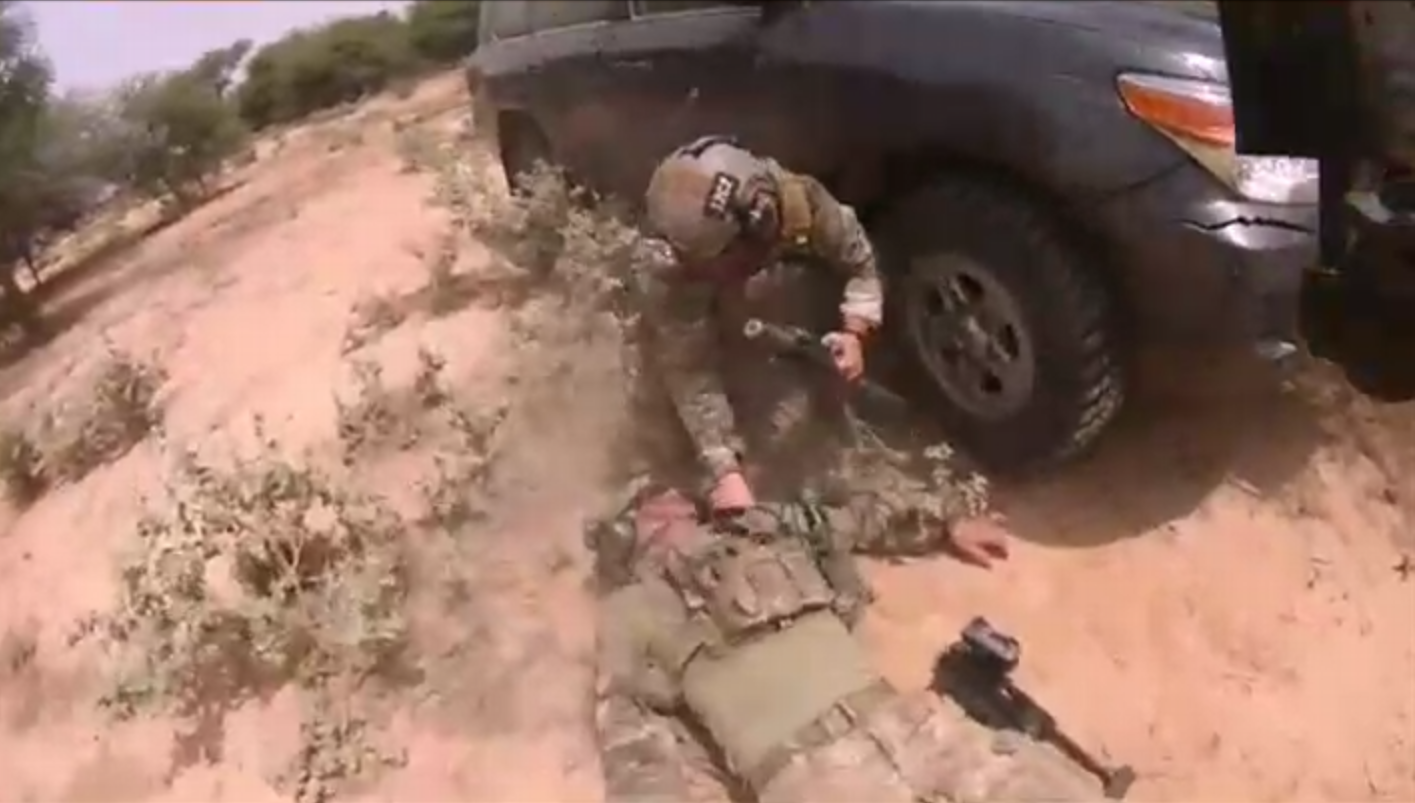
أحد الجنود الأمريكيين ملقى على الأرض، وأحد زملائه يحاول مساعدته.
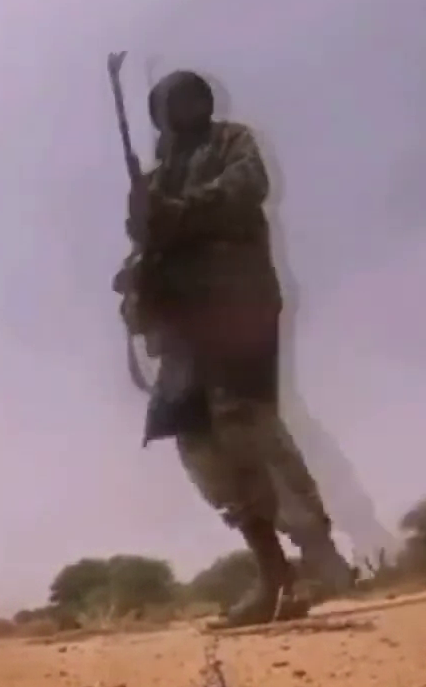
أحد مقاتلي تنظيم الدولة الإسلامية يصوب نيرانه على الجنود الأمريكيين والنيجريين في الكمين.